# 富士五湖広域行政事務組合
富士五湖広域行政事務組合（ふじごここういきぎょうせいじむくみあい）は、山梨県富士吉田市、南都留郡西桂町、忍野村、山中湖村、富士河口湖町及び鳴沢村の1市2町3村が設立している一部事務組合。

## 概要

### 事務所
- 富士吉田市下吉田六丁目２番６号

### 主な事務内容
- 富士五湖ふるさと市町村圏計画の策定事務
- 富士五湖ふるさと市町村圏計画に基づく事業の実施及び連絡調整事務
- 地域の総合整備及び開発事務
- 常備消防事務
- 火葬場設置、管理及び運営事務（富士五湖聖苑）
- 廃棄物処理事務

### 組織
- 組合議会
  - 議員定数：19人（富士吉田市：7人、西桂町：2人、忍野村：2人、山中湖村：2人、富士河口湖町：4人、鳴沢村：2人）
- 執行機関
  - 理事会
    - 理事：組合構成市町村の長
    - 代表理事：1人（理事の互選）

  - 収入役（関係市町村の収入役から選任）
  - 監査委員：3人

## 常備消防事務

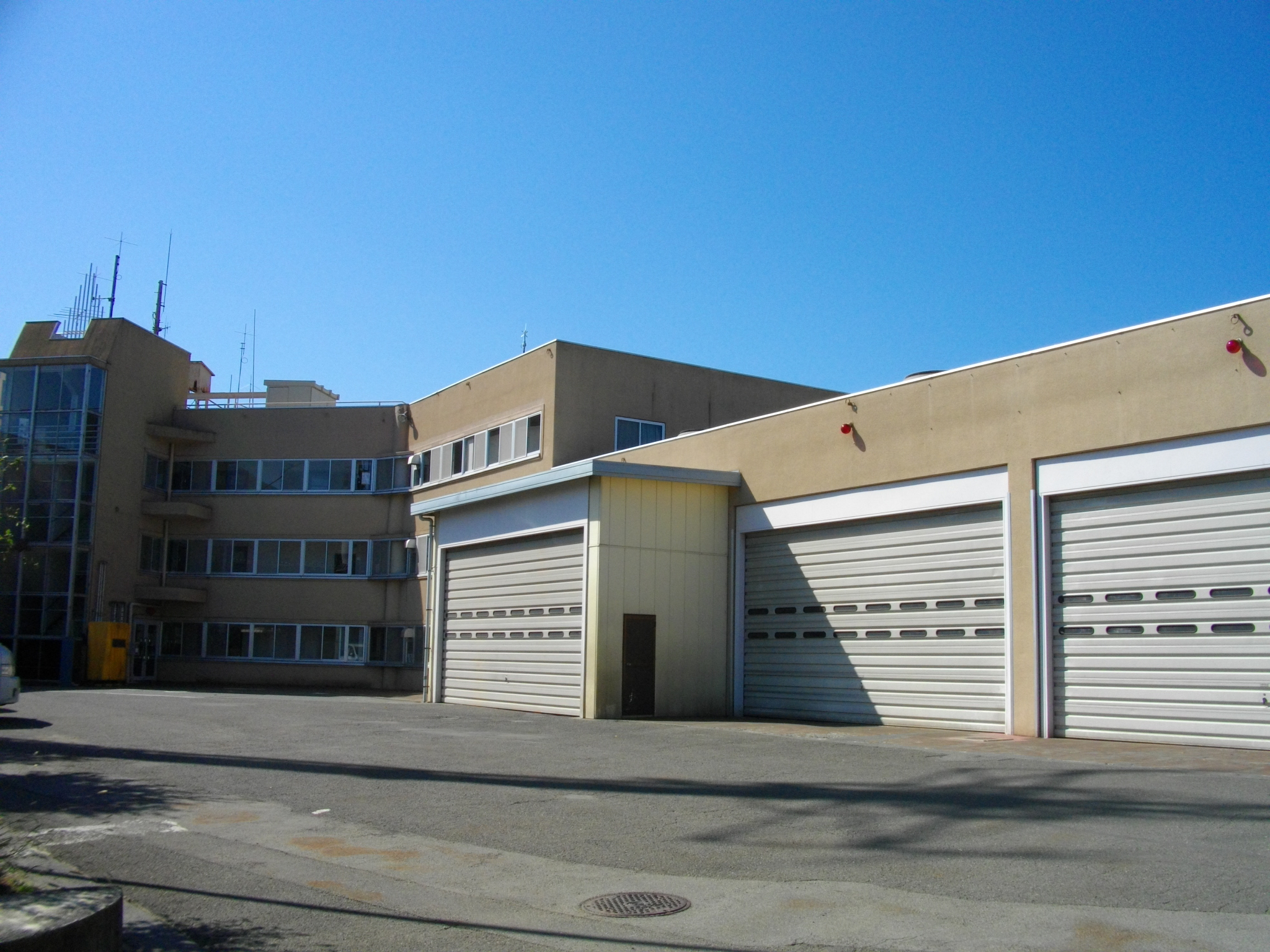
富士五湖消防本部

### 概要
- 消防本部：富士吉田市下吉田六丁目２番６号
- 消防本部名称：富士五湖広域行政事務組合富士五湖消防本部
- 管内面積：463.04km2
- 職員定数：165人
- 消防署2カ所、出張所2カ所、分遣所2カ所
- 主力機械（2020年10月現在）
  - 普通消防ポンプ自動車：3
  - 水槽付消防ポンプ自動車：3
  - はしご付消防自動車：1
  - 化学消防自動車：1
  - 津波・大規模風水害対策車：1
  - 指揮車：3
  - 人員・資機材搬送車：1
  - 自動二輪車：2
  - 救助工作車：1
  - 震災工作車：1
  - 救急自動車：7
  - 査察車：3
  - 連絡車：7
  - ミニ消防ポンプ車：1
  - その他：4

### 沿革
- 1972年3月　富士五湖消防組合を設立。
- 1972年4月　富士五湖消防組合消防本部・富士吉田消防署を開設。
- 1973年7月　富士五湖消防本部・富士吉田消防署新庁舎が完成し移転。河口湖消防署、西部出張所を開設。
- 1973年11月　東部出張所を開設。
- 1990年2月　富士五湖広域行政事務組合を設立。富士五湖消防組合が解散し、富士五湖広域行政事務組合にて消防事務を処理。富士五湖広域行政事務組合富士五湖消防本部として発足。
- 1997年3月　初の高規格救急車を富士吉田消防署に配備。
- 1997年10月　西桂分遣所を開設。
- 2000年10月　上九一色分遣所を開設。
- 2002年10月　水難救助隊発足。
- 2006年3月　上九一色村北部の甲府市への合併により、富士五湖広域行政事務組合の構成市町村に甲府市が加わる。4月1日付で同地域は甲府地区広域行政事務組合消防本部へ移管されるのに伴い、甲府市は組合を脱退。
- 2012年4月  特別救助隊発足。
- 2021年10月 総務省消防庁より津波・大規模風水害対策車の無償貸与を受けて運用開始

### 組織
- 本部 - 管理課、消防課、予防課、指令課
- 消防署

### 消防署
| 消防署         | 住所                           | 出張所                            | 分遣所                                    |
| -------------- | ------------------------------ | --------------------------------- | ----------------------------------------- |
| 富士吉田消防署 | 富士吉田市下吉田六丁目２番６号 | 東部：南都留郡山中湖村山中1212-16 | 西桂：南都留郡西桂町小沼2418-2            |
| 河口湖消防署   | 南都留郡富士河口湖町船津1745   | 西部：南都留郡鳴沢村8532-23       | 上九一色：南都留郡富士河口湖町精進550-110 |